# Bar-lès-Buzancy
Bar-lès-Buzancy  là một xã ở tỉnh Ardennes, thuộc vùng Grand Est ở phía bắc nước Pháp.